# Quasegrupo
Um quasegrupo (Q, ∗) é um conjunto, Q, com uma operação binária, ∗, (isto é, um magma), obedecendo a propriedade dos quadrados latinos. Isso significa que quaisquer que sejam a e b em Q, as equações a seguir têm solução única:
- a ∗ x = b ;
- y ∗ a = b .

## Loop

Estruturas algébricas entre magmas e grupos

Um loop é um quase-grupo com um elemento neutro, isto é, um elemento, e, tal que:
- x ∗ e = x e e ∗ x = x para todo x em Q.